# Statens Filmcensur fylder 25 år
Statens Filmcensur fylder 25 år er en dansk dokumentarisk optagelse fra 1938.

## Handling
1. april 1938 kan Statens Filmcensur fejre sit 25 års jubilæum. Filmcensor og skolelærer Anton Nicolaisen (1871-1939) har været med siden begyndelsen og har gennemset omkring 40 mio. meter film. Skuespiller Olaf Fønss er også filmcensor.